# 2022-es olaszországi parlamenti választások
A 2022-es olaszországi parlamenti választásokat, 2022. szeptember 25.-én tartották meg Olaszországban. Ez egy előrehozott választás, amit a Mario Draghi lemondásához vezető kormányválság idézett elő: Sergio Mattarella köztársasági elnök a helyzet miatt feloszlatta a parlamentet és új választást hirdetett.

## Háttér

### 2018-as választás
A 2018-as választáson egy koalíció sem szervezett parlamenti többséget. A Matteo Salvini vezette Északi Liga szerezte meg a képviselőházi mandátumok többségét, a Luigi di Maio vezette 5 Csillag Mozgalom kapta viszont a legtöbb szavazatot. A Matteo Renzi vezette balközép koalíció a harmadik lett. A Demokrata Párt és a balközép koalíció rossz eredménye miatt, Renzi március 12-én lemondott. 

### Első Conte-kormány
A választási eredmények után megindultak a koalíciós tárgyalások, hogy Olaszországnak olyan kormánya legyen, amelynek parlamenti többsége van. Az 5 Csillag Mozgalom és Liga közti tárgyalások után felállt a "változás kormánya", aminek miniszterelnöke az 5 csillagos Giuseppe Conte lett, Matteo Salvini pedig a belügyminiszter. Ezzel 2018. június 1-én, hivatalba lépett az új kormány, amit a sajtóban "első teljesen populista kormánya" néven hívtak.
A 2019-es európai parlamenti választásokon az Északi Liga kapta a legtöbb szavazatot, a szavazatok 34%-ával. Az 5 Csillag Mozgalom nem szerepelt jól, ami meghatározta a kormánykoalíció további sorsát: 2019 augusztusában Matteo Salvini bizalmatlansági indítványt nyújtott be Giuseppe Conte ellen. Sok elemző szerint ezzel Salvininak az volt a szándéka, hogy Conte lemondásával ősszel egy előrehozott választást harcoljon ki, amivel az akkori felmérések szerint esély lett volna rá, hogy ő lehessen az új miniszterelnök. Augusztus 20-án a bizalmatlansági indítványról szóló parlamenti vitában Salvinit többen megvádolták, hogy "csak a saját érdekei miatt okozott politikai krízist, ezzel a tettével". Conte ezt követően benyújtotta lemondását Sergio Mattarella köztársasági elnöknek.

### Második Conte-kormány
A Második Conte-kormány 2019. szempemberében állt fel az 5 Csillag Mozgalom, Demokrata Párt, Olaszország Él és a Szabadok és Egyenlőek pártokkal. Ezzel egy európapártibb, baloldali kormány állt fel. 2020 februárjában Olaszország vált a koronavírus-világjárvány első gócpontjává. Conte kormánya volt a Nyugati világban az első kormány, amely a járvány miatt szigorításokat, majd országos kijárási tilalmat rendelt el. Habár eleinte a közvélemény támogatta az intézkedéseket, a kijárási tilalmat sokan úgy jellemezték, hogy Olaszország történelmében a valaha volt legnagyobb visszalépést az alkotmányos jogokban. 
2020. decemberében újabb kormányválság alakult ki: Matteo Renzi felszólította Giuseppe Contét, hogy radikális változtatásokat hajtson végre a koronavírus-járvány miatt megszavazott gazdaságélénkítő programon. Conte visszautasította a kérést, hisz meg volt győződve róla, hogy a parlamentben többsége van. 
2021 januárjában bizalmatlansági indítványt nyújtott be ellene Renzi, miután megvonta pártja támogatását a kormánytól, amit Conte megnyert. Conte mégis lemondott a tisztségéről.

### Draghi-kormány
2021 februárjában Mario Draghi miniszterelnökkel egy "nemzeti egységkormány" állt fenn az 5 Csillag Mozgalom, Demokrata Párt, Olaszország Él, Szabadok és Egyenlőek és a Forza Italia pártok támogatásával.

## Pártok és jelöltek

### Főbb pártok
| Koalíció | Koalíció                           | Párt                               | Párt                               | Fő ideológia                  | Listavezető        | Előző választáskori mandátumok | Előző választáskori mandátumok | Előző választáskori mandátumok | Parlament feloszlatásakori mandátumok | Parlament feloszlatásakori mandátumok | Parlament feloszlatásakori mandátumok |
| Koalíció | Koalíció                           | Párt                               | Párt                               | Fő ideológia                  | Listavezető        | Képviselők                     | Szenátorok                     | Összesen                       | Képviselők                            | Szenátorok                            | Összesen                              |
| -------- | ---------------------------------- | ---------------------------------- | ---------------------------------- | ----------------------------- | ------------------ | ------------------------------ | ------------------------------ | ------------------------------ | ------------------------------------- | ------------------------------------- | ------------------------------------- |
|          | Jobbközép koalíció                 |                                    | Északi Liga (Lega)                 | Jobboldali populizmus         | Matteo Salvini     | 125                            | 58                             | 183                            | 131                                   | 61                                    | 192                                   |
|          | Jobbközép koalíció                 | Forza Italia (FI)                  | Liberális konzervativizmus         | Silvio Berlusconi             | 104                | 57                             | 161                            | 73                             | 50                                    | 123                                   |                                       |
|          | Jobbközép koalíció                 | Olaszország Fivérei (FdI)          | Nemzeti konzervativizmus           | Giorgia Meloni                | 32                 | 18                             | 50                             | 37                             | 21                                    | 58                                    |                                       |
|          | Jobbközép koalíció                 | Mi, Moderáltak (NM)                | Liberális konzervativizmus         | Maurizio Lupi                 | 3                  | 3                              | 6                              | 23                             | 12                                    | 35                                    |                                       |
|          | Balközép koalíció                  |                                    | Demokrata Párt – IDP (PD–IDP)      | Szociáldemokrácia             | Enrico Letta       | 120                            | 55                             | 175                            | 105                                   | 42                                    | 147                                   |
|          | Balközép koalíció                  | Civil Elkötelezettség (IC)         | Centrizmus                         | Luigi Di Maio                 | N/A                | N/A                            | N/A                            | 54                             | 11                                    | 65                                    |                                       |
|          | Balközép koalíció                  | Zöld és Baloldali Szövetség (AVS)  | Ökoszocializmus                    | Angelo Bonelli                | N/A                | N/A                            | N/A                            | 6                              | 1                                     | 7                                     |                                       |
|          | Balközép koalíció                  | Több Európát (+E)                  | Liberalizmus                       | Emma Bonino                   | 3                  | 1                              | 4                              | 1                              | 1                                     | 2                                     |                                       |
|          | 5 Csillag Mozgalom (M5S)           | 5 Csillag Mozgalom (M5S)           | 5 Csillag Mozgalom (M5S)           | Populizmus                    | Giuseppe Conte     | 227                            | 112                            | 339                            | 96                                    | 62                                    | 158                                   |
|          | Akció Párt – Olaszország Él (A–IV) | Akció Párt – Olaszország Él (A–IV) | Akció Párt – Olaszország Él (A–IV) | Liberalizmus                  | Carlo Calenda      | N/A                            | N/A                            | N/A                            | 46                                    | 18                                    | 64                                    |
|          | Népi Unió (UP)                     | Népi Unió (UP)                     | Népi Unió (UP)                     | Baloldali populizmus          | Luigi de Magistris | N/A                            | N/A                            | N/A                            | 4                                     | 2                                     | 6                                     |
|          | Italexit                           | Italexit                           | Italexit                           | Euroszkepticizmus             | Gianluigi Paragone | N/A                            | N/A                            | N/A                            | 1                                     | 4                                     | 5                                     |
|          | Szuverén és Népi Olaszország (ISP) | Szuverén és Népi Olaszország (ISP) | Szuverén és Népi Olaszország (ISP) | Populizmus, Euroszkepticizmus | Marco Rizzo        | N/A                            | N/A                            | N/A                            | N/A                                   | 2                                     | 2                                     |

### Egyéb pártok
| Párt neve | Párt neve                                                      | Ideológia                | Listavezető              | Előző választáskori mandátumok | Előző választáskori mandátumok |
| Párt neve | Párt neve                                                      | Ideológia                | Listavezető              | Képviselőház                   | Szenátus                       |
| --------- | -------------------------------------------------------------- | ------------------------ | ------------------------ | ------------------------------ | ------------------------------ |
|           | Alternatíva Olaszországnak (APLI)                              | Jobboldali populizmus    | Mario Adinolfi           |                                |                                |
|           | Olasz Kommunista Párt (PCI)                                    | Kommunizmus              | Mauro Alboresi           |                                |                                |
|           | Dél hívja Északot (ScN)                                        | Regionalizmus            | Cateno De Luca           |                                |                                |
|           | Olasz Állatévédelmi Párt – UCDL – Tízszer Jobb (PAI–UCDL–10VM) | Környezetvédelem         | Cristiano Ceriello       |                                |                                |
|           | Nép Ereje (FdP)                                                | Oltásellenesség          | Lillo Massimiliano Musso |                                |                                |
|           | Szabad                                                         | Populizmus               | Marco Lusetti            |                                | N/A                            |
|           | Kreatív Őrültség Pártja (PFC)                                  | Politikai szatíra        | Giuseppe Cirillo         |                                | N/A                            |
|           | La Renaissance Valdôtaine (LRV)                                | Regionalizmus            | Giovanni Girardini       |                                | N/A                            |
|           | Egyesült Jobboldal – Monarchista Szövetség (DU–IR)             | Nemzeti konzervativizmus | Massimiliano Panero      | N/A                            |                                |
|           | Munkások Kommunista Pártja (PCL)                               | Trockizmus               | Marco Ferrando           | N/A                            |                                |
|           | Die Freiheitlichen (dF)                                        | Szeparatizmus            | Otto Mahlknecht          | N/A                            |                                |
|           | Team K (TK)                                                    | Regionalizmus            | Paul Köllensperger       | N/A                            |                                |
|           | Autonómiáért (PlA)                                             | Autonomizmus             | Augusto Rollandin        | N/A                            |                                |

## Választási rendszer
A 2020-as alkotmány-népszavazás után jelentősen megváltozott a kiosztható mandátumok száma: 
A Képviselőházban 400 mandátum lett, amibe a képviselőket az alábbiak szerint lehet megválasztani:
- 147 egyéni választókerület, többségi szavazással
- 245 többmandátumos választókerület, országos, listás, arányos képviseleti rendszerben.
- 8 többmandátumos választókerület, a külföldön élő olaszok szavazásánál, arányos képviseleti rendszerben

A Szenátusban 200 mandátum lett, amibe a szenátorok az alábbiak szerint lehet megválasztani:
- 74 egyéni választókerület, többségi szavazással
- 122 többmandátumos választókerület, országos, listás, arányos képviseleti rendszerben.
- 4 többmandátumos választókerület, a külföldön élő olaszok szavazásánál, arányos képviseleti rendszerben
- 5 mandátum van örökös szenátoroknak és a volt köztársasági elnöknek

## Kampány
A parlament feloszlatását követően a demokrata párti Enrico Letta kizárta, hogy a balközép koalíció összefogjon az 5 Csillag Mozgalommal, amit az ezt megelőző hónapokban folyton támogatott. Letta azt állította, hogy a Draghi lemondásához vezető kormányválság "visszafordíthatatlan szakítást" jelent a két pártnak. Másfelől Giuseppe Conte Lettát azzal vádolta meg, hogy arrogáns és álszent. Emellett Conte bejelentette hogy egyedül indul a párt választáson, hisz a Liga és a Forza Italia rendszeresen támadta az 5 Csillagosokat ország-világ előtt. Július 26-án az Olasz Baloldal és a Zöld Európa úgy döntött, hogy közös listán fog indulni. 
Július 28-án felállt a Jobbközép koalíció, amibe az Északi Liga, Forza Italia, Olaszország Fivérei, Centrum Uniója, Bátorság Olaszország és Mi Olaszországért pártok léptek be. A koalíció megállapodtak az egyéni választókerületekben induló politikusokról illetve hogy melyik párt hány mandátumot kap majd. Az Olaszország Fivérei – Giorgia Meloni népszerűsége miatt – 98 mandátumot, az Északi Liga 70-et, Forza Italia-Centrum Uniója 42-t, a Bátorság Olaszország és Mi Olaszországért pártok egyenként 11 mandátumot kaptak.  
Július 29-én Enrico Letta bejelentette hogy a Demokrata Párttal közös listán indul az 1-es cikkely, Olasz Szocialista Párt, Szociáldemokrácia pártok. Carlo Calenda a jobbközép Akció Párt elnöke bejelentette, hogy csatlakozott hozzájuk 2 a Forza Italia egykori politikusa: Mariastella Gelmini és Mara Carfagna, akik a Draghi és korábbi Berlusconi-kormányokban különböző miniszteri tisztségeket töltöttek be. Távozásukat a Forza Italiaból a Dragi-kormány megbuktatásával magyarázták. Ugyanezen a napon megöltek egy nigériai utcai árust a Marche régióbeli Civitanova Marche városban. A gyilkosság megrázta az ország közéletét. A balközép koalíció a jobboldalt a rasszista propaganda terjesztésével vádolta meg, míg a jobbközép azzal, hogy a balközép politikai célokra használja fel a gyilkosságot.
Augusztus 1-én Luigi di Maio és Bruno Tabacci bemutatta új pártjukat: a Civil Elkötelezettség néven. A pártnak számos egykori 5 csillag mozgalmi politikus lett a tagja és úgy döntöttek, hogy a balközép koalíció részei lesznek. Ezen a napon Marco Rizzo Kommunista Pártja illetve Antonio Ignoria vezette Civil Akció párt koalícióra lépett több kisebb euroszkeptikus és populista párttal és megalakították a Szuverén és Népi Olaszország pártot. 
Augusztus 2-án a Demokrata Párt koalíciós szerződést írt alá Carlo Calenda vezette Akció Párttal és a Benedetto Della Vedova vezette Több Európát párttal, augusztus 6-án a Zöld és Baloldali Szövetséggel és a Civil Elkötelezettség párttal. Augusztus 8-án Calenda kilépett a koalícióból, mert állítása szerint egy olyan balközép koalíció jött létre, ami vesztésre lett ítélve. Erre reagálva Enrico Letta szerint Calenda "csak önmagával képes koalícióra lépni". A hírre reagálva Matteo Renzi azt írta, hogy "ezzel lehetőség nyílt egy harmadik pólusra, hogy a nagybetűs Politikát gyakorolni lehessen". A Több Európát maradt a balközép része. Augusztus 11-én létrejött a koalíció Carlo Calenda és Matteo Renzi pártjai között.
Augusztus 22-én Giorgia Meloni a közösségi médiában posztolt egy videón, amint egy 55 éves ukrán nőt Piacenzában megerőszakol egy 27 éves guineai menekült. A videó posztolása miatt több politikus felháborodott, Enrico Letta szerint Meloni "tisztességtelen" volt és hogy "a jobboldal nem tiszteli az áldozatokat, nem törődik a jogaival". Carlo Calenda szerint Meloninak szégyellnie kellene magát. Meloni hazugsággal vádolta meg Lettát, hisz a videót az Il Messaggiero napilap honlapjáról szedte le és nem érzi, hogy bocsánatot kell kérnie "hiszen a videót az áldozat iránti szolidaritás miatt töltötte fel". Augusztus 24-én az áldozat is megnézte a videót és megdöbbent azon hogy a róla közzétett videón felismerhető. Ugyanezen a napon Twitter, Facebook és Instagram törölte a videót, a közösségi médiás szabályzatuk megsértése miatt.
Enrico Letta Cernobbioban az Ambrosetti Forum nevű éves nemzetközi gazdasági konferencián szeptember 8-án arról beszélt, hogy Giorgia Meloni megválasztása esetén "Olaszország olyan másodosztályú országgá válik mint Magyarország vagy Lengyelország". Letta kijelentését Lengyelország olaszországi nagykövete kritizálta valamint Giorgia Meloni is.
Szeptember 5-én Donald Trump egy interjúban arról beszélt, hogy az olasz választásokon Giuseppe Contét támogatná, mert "jó volt vele együttműködni és reméli a jövőben is így tenne". Ugyanezen a napon az Északi Liga firenzei képviselője azzal kampányolt, hogy megválasztásuk esetén deportálják a cigányokat Olaszországból.
Szeptember 20-án az Olaszország Fivérei visszaléptette egy olyan jelöltjét, aki Adolf Hitlert dicsőítette.
Szeptember 24-től a választásig Olaszországban kampánycsend van. Szeptember 23-án a jobbközép koalíció kampányzáró gyűlést tartott Rómában, a balközép koalíció pedig szeptember 24-én. 

### Kormányprogramok

#### Jobbközép-koalíció
A jobbközép koalíció 15 pontot fogalmazott meg programjukként: az olasz diplomácia megerősítése, a nemzetközi megállapodások tiszteletben tartásával ; A COVID-pandémia okozta gazdasági krízis helyreállítási alapjának teljes felhasználása; a stratégiai állami infrastruktúrák védelme; a köztársasági elnök közvetlen megválasztása; fiskális föderalizmus felülvizsgálata; teljes jogegyenlőségi mechanizmus; költségvetési hiány csökkentése; egykulcsos adórendszer bevezetése; családok támogatása; illegális bevándorlás elleni harc; maffiaellenes harc; iszlám fundamentalizmus elleni harc; adóék és az áfacsökkentése az energiahordozóknál. 

#### Balközép-koalíció
A balközép koalíció a közalkalmazotti bérek emelését támogatja valamint hogy megszűnjön a női és férfi munkavállalók fizetésbeli különbsége. Lakásépítési programot indítanának, hogy az egyetemi hallgatóknak és fiataloknak legyen lehetőségük albérletre. Ingyenessé tennék az óvodákat és az iskolai előkészítőket. A tankötelezettséget 18 évre emelnék. Támogatnák az azonos nemű párok jogait. A koalíción belül Zöld és Baloldali Szövetség komolyabb fellépést ígér a klímaváltozással szemben, bevezetnék a 10 eurós órabérű minimálbért. Ingyenessé tennék a teljes oktatási rendszert óvodától egészen a felsőoktatásig. 

#### 5 Csillag Mozgalom
Fenntartanák az állampolgári alapjövedelmet, bevezetnék a minimálbért. A fenntartható energiaforrások használatát részesítenék előnyben. A vállalkozások megsegítése érdekében eltörölnék az IRAP nevű regionális iparűzési adót.

#### Akció –Olaszország Él– Calenda
Átalakítanák az állampolgári alapjövedelmet és csökkentenék Olaszország kitettségét az orosz gáznak. 

#### Szuverén és Népi Olaszország
Államosítanának stratégiai iparágakat valamint felülvizsgálnák Olaszország EU és NATO tagságát. Bevezetnék az 1200 eurós havi minimálbért. 

#### Italexit
A volt 5 Csillag Mozgalom-tag Gianluigi Paragone által alapított párt eltörölné a green passt, COVID-elleni oltottságot igazoló dokumentumot és az oltási kötelezettséget. Kártérítenék azokat az állampolgárokat akik az oltás megtagadása miatt elvesztették állásukat. Felállíttatna egy vizsgálóbizottságot, amely Olaszország COVID járványkezelésétt vizsgálná meg. Megtiltanák idegen haderők érkezését Olaszországba valamint kiléptetné Olaszországot az EU-ból és az eurózónából. 

### Párt szlogenek
| Párt | Párt                                                | Eredeti szlogen                 | Magyar fordítás                                  | Refs   |
| ---- | --------------------------------------------------- | ------------------------------- | ------------------------------------------------ | ------ |
|      | Északi Liga                                         | Credo                           | "Hiszek"                                         | [ 27 ] |
|      | 5 Csillag Mozgalom                                  | Dalla parte giusta              | "A helyes oldalon"                               | [ 28 ] |
|      | Demokrata Párt – Demokratikus és Haladó Olaszország | Vincono le idee                 | "Győzzenek az eszmék!"                           | [ 29 ] |
|      | Forza Italia                                        | Una scelta di campo             | "Döntés egy oldalról"                            | [ 30 ] |
|      | Akció Párt – Olaszország Él                         | Italia sul Serio                | "Olaszország komolyan véve"                      |        |
|      | Olaszország Fivérei                                 | Pronti                          | "Készek"                                         | [ 31 ] |
|      | Zöld és Baloldali Szövetség                         | Nuove Energie                   | "Új Energiák"                                    | [ 32 ] |
|      | Italexit                                            | Per l'Italia che non molla mai  | "Egy olyan Olaszországért, amely sosem adja fel" | [ 33 ] |
|      | Népi Unió                                           | L'Italia di cui abbiamo bisogno | "Olaszország, amelyre szükségünk van"            | [ 34 ] |
|      | Több Európát                                        | Una generazione avanti          | "Egy haladó generáció"                           | [ 35 ] |
|      | Szuverén és Népi Olaszország                        | Torniamo alla Costituzione      | "Térjünk vissza az alkotmányhoz!"                | [ 36 ] |

### Televíziós viták

#### Koalíciós vezetők vitái
| Szeptember 22. | Rai 1 (Porta a porta) \| La7 | - Bruno Vespa - Enrico Mentana | Részt vesz Giorgia Meloni (FdI) | Részt vesz Enrico Letta (PD) | Nem volt meghívva               | Nem volt meghívva                 | Nem volt meghívva | Nem volt meghívva |
| Szeptember 23. | Rai 1 (Porta a porta) \| La7 | - Bruno Vespa - Enrico Mentana | Részt vesz Giorgia Meloni (FdI) | Részt vesz Enrico Letta (PD) | Részt vesz Giuseppe Conte (M5S) | Részt vesz Carlo Calenda (A)-(IV) | Nem volt meghívva | Nem volt meghívva |

#### Egyéb viták
| Augusztus 8.  | La7 (La Corsa al Voto) | - Paolo Celata - Alessandro De Angelis | Nem volt meghívva | Nem volt meghívva | Nem volt meghívva | Nem volt meghívva | Jelen Paragone    | Jelen de Magistris |
| Augusztus 10. | La7 (La Corsa al Voto) | - Paolo Celata - Alessandro De Angelis | Nem volt meghívva | Jelen Borghi (PD) | Nem volt meghívva | Jelen Cangini (A) | Nem volt meghívva | Nem volt meghívva  |

## Eredmények

### Képviselőház
| Koalíció neve   | Koalíció neve                 | Party                             | Party                         | Arányos    | Arányos  | Arányos    | Választókerületi | Választókerületi | Választókerületi | Tengerentúli | Tengerentúli | Tengerentúli | Összes mandátum | +/−  |
| Koalíció neve   | Koalíció neve                 | Party                             | Party                         | Szavazatok | %        | Mandátumok | Szavazatok       | %                | Mandátumok       | Szavazatok   | %            | Mandátumok   | Összes mandátum | +/−  |
| --------------- | ----------------------------- | --------------------------------- | ----------------------------- | ---------- | -------- | ---------- | ---------------- | ---------------- | ---------------- | ------------ | ------------ | ------------ | --------------- | ---- |
|                 | Jobbközép koalíció            |                                   | Olaszország Fivérei (FdI)     | 7,302,517  | 25.99    | 69         | 12,300,244       | 43.79            | 49               | 281,949      | 26.00        | 1            | 119             | +87  |
|                 | Jobbközép koalíció            | Liga (Lega)                       | 2,464,005                     | 8.77       | 23       | 42         | 12,300,244       | 43.79            | 1                | 281,949      | 26.00        | 66           | -59             |      |
|                 | Jobbközép koalíció            | Forza Italia (FI)                 | 2,278,217                     | 8.11       | 22       | 23         | 12,300,244       | 43.79            | -                | 281,949      | 26.00        | 45           | -59             |      |
|                 | Jobbközép koalíció            | Mi Moderáltak (NM)                | 255,505                       | 0.91       | -        | 7          | 12,300,244       | 43.79            | -                | -            | -            | 7            | +3              |      |
| Összes mandátum | Összes mandátum               | Összes mandátum                   | Összes mandátum               | 114        |          |            | 121              |                  |                  | 2            | 237          | -28          |                 |      |
|                 | Balközép koalíció             |                                   | Demokrata Párt (PD–IDP)       | 5,356,180  | 19.07    | 57         | 7,337,975        | 26.13            | 8                | 305,759      | 28.20        | 4            | 69              | -43  |
|                 | Balközép koalíció             | Zöld és Baloldali Szövetség (AVS) | 1,018,669                     | 3.63       | 11       | 1          | 7,337,975        | 26.13            | 52,994           | 4.89         | 1            | 12           | Új              |      |
|                 | Balközép koalíció             | Több Európát (+E)                 | 793,961                       | 2.83       | -        | 2          | 7,337,975        | 26.13            | 29,971           | 2.76         | -            | 2            | -1              |      |
|                 | Balközép koalíció             | Civil Elkötelezettség (IC)        | 169,165                       | 0.60       | -        | 1          | 7,337,975        | 26.13            | 11,590           | 1.07         | -            | 1            | Új              |      |
| Összes mandátum | Összes mandátum               | Összes mandátum                   | Összes mandátum               | 68         |          |            | 13               |                  |                  | 4            | 85           | -37          |                 |      |
|                 | 5 Csillag Mozgalom (M5S)      | 5 Csillag Mozgalom (M5S)          | 5 Csillag Mozgalom (M5S)      | 4,333,972  | 15.43    | 41         | 4,333,972        | 15.43            | 10               | 93,338       | 8.61         | 1            | 52              | -175 |
|                 | Akció – Olaszország Él (A–IV) | Akció – Olaszország Él (A–IV)     | Akció – Olaszország Él (A–IV) | 2,186,669  | 7.79     | 21         | 2,186,669        | 7.79             | -                | 60,499       | 5.58         | -            | 21              | Új   |
| Összesen        | Összesen                      | Összesen                          | Összesen                      | Összesen   | Összesen | Összesen   | Összesen         | Összesen         | Összesen         | Összesen     | Összesen     | Összesen     | 400             | –230 |

### Szenátus
| Koalíció neve   | Koalíció neve                 | Party                             | Party                         | Arányos    | Arányos  | Arányos    | Választókerületi | Választókerületi | Választókerületi | Tengerentúli | Tengerentúli | Tengerentúli | Összes mandátum | +/−  |
| Koalíció neve   | Koalíció neve                 | Party                             | Party                         | Szavazatok | %        | Mandátumok | Szavazatok       | %                | Mandátumok       | Szavazatok   | %            | Mandátumok   | Összes mandátum | +/−  |
| --------------- | ----------------------------- | --------------------------------- | ----------------------------- | ---------- | -------- | ---------- | ---------------- | ---------------- | ---------------- | ------------ | ------------ | ------------ | --------------- | ---- |
|                 | Jobbközép koalíció            |                                   | Olaszország Fivérei (FdI)     |            |          |            |                  |                  |                  |              |              |              |                 |      |
|                 | Jobbközép koalíció            | Liga (Lega)                       |                               |            |          |            |                  |                  |                  |              |              |              |                 |      |
|                 | Jobbközép koalíció            | Forza Italia (FI)                 |                               |            |          |            |                  |                  |                  |              |              |              |                 |      |
|                 | Jobbközép koalíció            | Mi Moderáltak (NM)                |                               |            |          |            |                  |                  |                  |              |              |              |                 |      |
| Összes mandátum | Jobbközép koalíció            |                                   |                               |            |          |            |                  |                  |                  |              |              |              |                 |      |
|                 | Balközép koalíció             |                                   | Demokrata Párt (PD–IDP)       |            |          |            |                  |                  |                  |              |              |              |                 |      |
|                 | Balközép koalíció             | Zöld és Baloldali Szövetség (AVS) |                               |            |          |            |                  |                  |                  |              | Új           |              |                 |      |
|                 | Balközép koalíció             | Több Európát (+E)                 |                               |            |          |            |                  |                  |                  |              |              |              |                 |      |
|                 | Balközép koalíció             | Civil Elkötelezettség (IC)        |                               |            |          |            |                  |                  |                  |              | Új           |              |                 |      |
| Összes mandátum | Balközép koalíció             |                                   |                               |            |          |            |                  |                  |                  |              |              |              |                 |      |
|                 | 5 Csillag Mozgalom (M5S)      |                                   |                               |            |          |            |                  |                  |                  |              |              |              |                 |      |
|                 | Akció – Olaszország Él (A–IV) | Akció – Olaszország Él (A–IV)     | Akció – Olaszország Él (A–IV) |            |          |            |                  |                  |                  |              |              |              |                 | Új   |
| Összesen        | Összesen                      | Összesen                          | Összesen                      | Összesen   | Összesen | Összesen   | Összesen         | Összesen         | Összesen         | Összesen     | Összesen     | Összesen     | 200             | –115 |